# ヴィタリー・ゲラシモフ
ヴィタリー・ペトロヴィッチ・ゲラシモフ（ロシア語: Вита́лий Петро́вич Гера́симов、1977年7月9日 - 2022年3月7日）は、ロシアの陸軍軍人。最終階級は少将で第41諸兵科連合軍参謀長兼第一副司令官だった。ウクライナ国防省によると、ゲラシモフはウクライナ侵攻の際にハルキウ州で戦死したとウクライナ発表や西側諸国で報じられた。2022年3月時点のロシア軍参謀総長のワレリー・ゲラシモフの甥であるとされる。

## 教育
1977年7月9日、カザンに生まれる。1999年にカザン高等戦車学校を、2007年にロシア連邦諸兵科連合大学を卒業した。

## 経歴
1999年の第二次チェチェン紛争や、2014年のクリミア併合での作戦、さらに2015年のシリア内戦にも参加し、それぞれの従軍記章を授与された。
2013年10月に大佐として第15独立親衛自動車化狙撃旅団の指揮官に就任。2016年6月には少将に昇進。

## 戦死
ウクライナ国防省によれば、ゲラシモフはウクライナ侵攻に従軍中の2022年3月7日にハリキウ近郊で他の数人のロシア高官とともに戦死したという。
オランダを拠点とするオープン・ソース・インテリジェンス（OSINT）のファクトチェックグループの「ベリングキャット」は、ロシアの通信のウクライナの傍受にアクセスすることで、また「ロシアの情報源」によりゲラシモフの死を確認したと声明している。
ロシア側は死亡情報に公式に反応していないが、事実ならアンドレイ・スホベツキーに続き2022年ロシアのウクライナ侵攻で戦死した二人目のロシア陸軍将官となる。

## 死亡情報漏洩の経緯
死亡の情報は、2021年に鳴り物入りで運用が始まったロシア軍の機密情報を送受信をする新暗号化電話システムEraの回線が使い物にならず、戦場からロシア連邦保安庁への報告が一般SIMを使った携帯電話回線から行われたことからアマチュア無線家に傍受され公になったとされる。西側の専門家は、Eraの運用には一般の3Gや4Gのネットワークが必要なのではないかと推察しており、地表での進軍に先駆けてウクライナ側の情報網を打尽のため、基地局（鉄塔）を事前に破壊したことが原因ではないかと報じられている。

## 親族
ワレリー・ゲラシモフ - ロシア軍参謀総長。ヴィタリーは彼の甥とみられる。